# Kozjak (Bośnia i Hercegowina)
Kozjak (cyr. Козјак) – wieś w Bośni i Hercegowinie, w Republice Serbskiej, w gminie Lopare. W 2013 roku liczyła 244 mieszkańców.